# Récupération de déchets
La récupération des déchets est une des activités de la gestion des déchets qui, sans faire partie des trois R, contribue à la fin de vie des produits. La récupération des déchets consiste à les séparer des autres déchets avant qu'ils n'arrivent à leur traitement final.

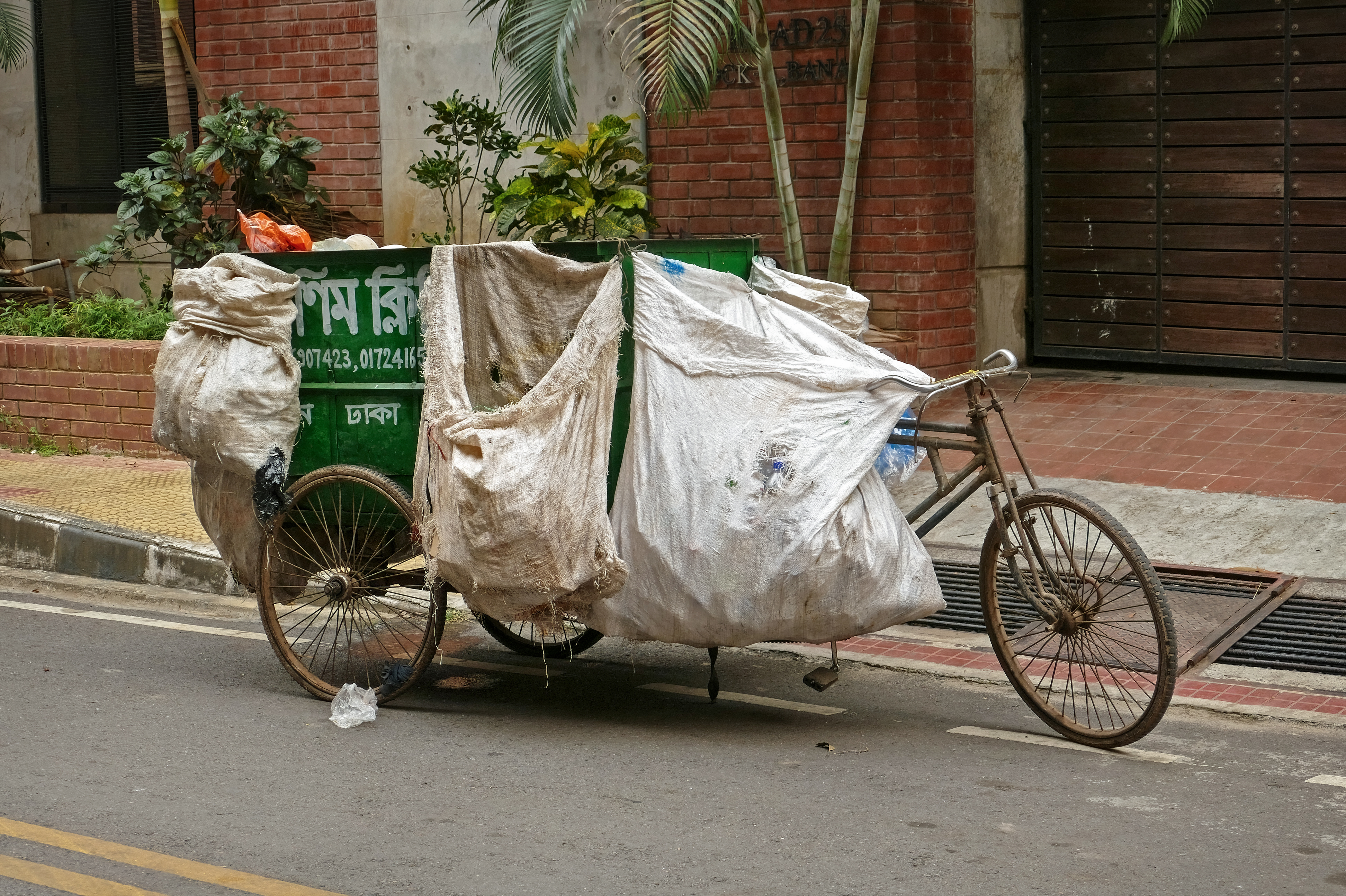
Véhicule de collecte des déchets, un rickshaw, autour de Dacca, la capitale du Bangladesh (mars 2020).

## Typologie des formes de récupération

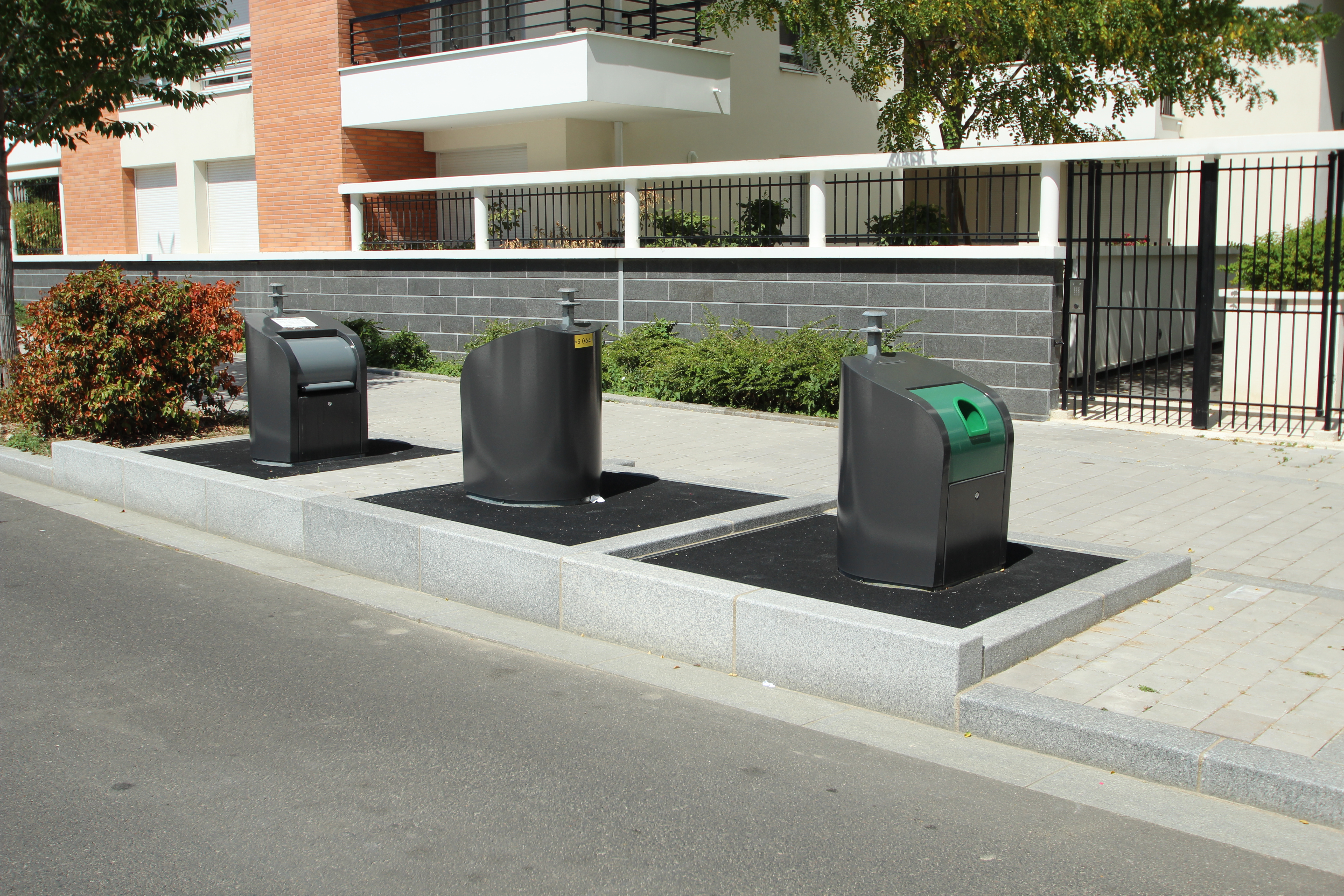
Containers enterrés permettant la collecte des déchets ménagers, recyclables et de verres, à Massy (France).

On distingue plusieurs formes de récupération :
- la récupération à la source, avant que les produits ne soient mélangés à d'autres déchets, et souvent dans un but de réutilisation : c'est souvent le cas des vêtements, du papier, des sacs plastique, etc. ;
- la récupération d'objets qui sont ensuite recyclés ou réutilisés de façon organisée, le plus souvent par l'intermédiaire d'une déchèterie ;
- la récupération informelle, qui désigne l'extraction des produits une fois qu'ils sont mélangés, donc dans les poubelles ou les décharges. Alors que les deux formes précédentes s'accomplissent généralement au niveau du consommateur (domestique, commercial…), la récupération informelle est le plus souvent effectuée par des personnes qui en vivent.

## Liens entre collecte, recyclage et mise en décharge
L'augmentation de la pression de collecte n'est pas toujours suffisante pour qu'il y ait moins de mise en décharge, notamment dans les régions riches où la consommation a augmenté.
Par exemple, au Canada, alors que le Québec générait en 1988 sept millions de tonnes de déchets par an, avec la mise en place d'un tri plus sélectif, cette quantité est passée à 10,7 Mt en l'an 2000, et en dépit d'une augmentation de la collecte sélective durant ces années, les sites d'enfouissements ont continué à recevoir de plus en plus de déchets (environ 1,46 t/an/habitant).